# 神秘足迹
《神秘足迹》（義大利語：Le orme）是一部1975年義大利推理驚悚片，由佛洛琳達·波坎和克勞斯·金斯基主演。故事講述了一名翻譯的記憶中出現了兩天無法解釋的空白，她沿著線索前往一座海濱小鎮尋找答案，那裡的陌生居民似乎認出了她。

## 剧情
阿莉切·切斯皮獨自住在羅馬，受僱擔任翻譯，醒來後發現自己已經失去了好幾天的記憶。她年輕時看過一部名為《月球上的足迹》的電影，片中一名太空人被邪惡的任務控制人員留在月球上等死，她經常遭受這一惡夢的折磨。她已經開始依賴鎮定劑。去上班時，她因無故缺勤而被解僱。
回到公寓後，她發現了一張明信片，上面寫著位於加爾馬的一家褪色的老旅館。她在衣櫃裡發現了一件她以前從未見過的沾滿血跡的黃色連身裙，还注意到她丟失了一隻耳環。她決定前往土耳其的加尔马島，預訂了幾乎空無一人的飯店。那裡的人說他們幾天前見過她，不过当时她有一頭紅色的長髮。在一家商店裡，她看到了一件與她發現的一模一樣的黃色連身裙。樹林裡的一隻狗正在玩一頂紅色的長假髮。她開始懷疑她生命中缺失的日子可能確實是在加尔马度过的。
驚慌失措中，她在樹林裡失去了知覺，一個名叫亨利的男人把她抱到了一座空蕩蕩的別墅裡。她醒來時，認出了那扇獨特的彩色玻璃窗，上面畫著孔雀。她在浴室地板上找到了遺失的耳環。在她混亂的記憶中，亨利是個離開了她的情人，就像太空人被抛弃一樣，為了報復，她用剪刀刺傷了他（因此黃裙子上有血跡）。
她聽到亨利在打電話，懷疑他正在安排人把她帶走，於是用剪刀殺死了他。他叫來的精神科護士在海灘上追趕她，她認為他們是邪惡控制者派來的太空人。片尾字幕說她在一家守衛森嚴的醫院。

## 演员
- 佛洛琳達·波坎（英语：Florinda Bolkan） 饰 阿莉切·切斯皮
- 彼得·麥恩納利（英语：Peter McEnery） 饰 亨利
- 麗拉·柯卓娃 饰 海姆太太
- 尼科萊塔·艾米（英语：Nicoletta Elmi） 饰 葆拉·伯顿
- 克勞斯·金斯基 饰 布莱克曼
- 卡泰麗娜·博拉托（英语：Caterina Boratto） 饰 精品店老闆
- 伊夫琳·斯图尔特（英语：Ida Galli） 饰 玛丽
- 艾絲梅拉達·魯斯波利（英语：Esmeralda Ruspoli）
- 約翰·卡爾森（英语：John Karlsen） 饰 阿尔弗雷德·洛温塔尔
- 羅西塔·托羅什 饰 玛丽·勒布朗什

## 制作
據稱，這部電影的劇本是根據義大利裔阿根廷作家馬里奧·法內利的《Las Huellas》改編的。他與曼努埃尔·普伊格是親密的朋友，兩人一起創作劇本，普伊格鼓勵法內利要成為小說作家而不是電影製片人。這部電影於1974年4月29日在羅馬和土耳其之間拍攝，歷時九週。佛洛琳達·波坎在談到她在電影中的表演時表示，她身心都沉浸在這部電影中，还说她拍电影的时候減掉了11磅的体重。本片是導演路易吉·巴佐尼的最後一部電影。

## 发行
《神秘足迹》於1975年2月1日由Cineriz在義大利以《Le orme》为名發行。該片在國內的總票房為202,505,676義大利里拉。

### 脚注
1. 1 2 3 4 5 6 7 8 9  Curti 2017，第146頁.
2. ↑  Curti 2017，第148頁.
3. 1 2 3  Curti 2017，第147頁.
4. 1 2 3  Curti 2017，第149頁.
5. ↑  Curti 2017，第150頁.